# Szermierka na Letnich Igrzyskach Olimpijskich 1896 – floret zawodowcy

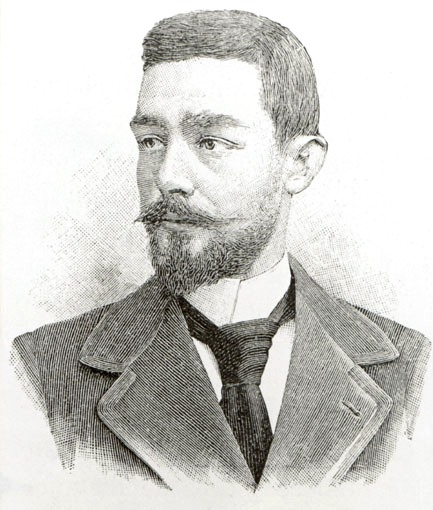
Mistrz olimpijski Leonidas Pirgos

Turniej zawodowych florecistów na igrzyskach olimpijskich w Atenach w 1896 odbył się w dniu 7 kwietnia. Była to jedna z trzech konkurencji szermierczych na ateńskich igrzyskach. Była też jedyną konkurencją na tych igrzyskach, do której dopuszczono zawodowców. Do konkurencji zgłosiło się 2 zawodników, zwycięzcą został Grek Leonidas Pirgos.

## Wyniki
| M | Zawodnik 1      | Wynik | Zawodnik 2            |
| - | --------------- | ----- | --------------------- |
| F | Leonidas Pirgos | 3 - 1 | Jean Maurice Perronet |